# TV Guide
TV Guide är en nordamerikansk vecko-TV-tidning. Första upplagan kom ut den 3 april 1953 i USA. På omslaget fanns Lucille Balls och Desi Arnazs nyfödda son, Desi Arnaz, Jr. Tidningen ägs av News Corp.